# Aéroport de Bordj Badji Mokhtar
L'aéroport de Bordj Badji Mokhtar (code IATA : BMW • code OACI : DATM) est un aéroport algérien à vocation nationale, situé sur la commune de Bordj Badji Mokhtar à 4 km au nord de la ville.

## Présentation
L’aéroport de Bordj Badji Mokhtar est un aéroport civil desservant la ville de Bordj Badji Mokhtar, dans l'extrême sud du Sahara algérien et le sud de la wilaya de Bordj Badji Mokhtar. 
L’aéroport est géré par l'EGSA d'Oran.

## Situation

### Carte des aéroports de l'Algérie
'
| \| 100 km1:14 790 000 \| Adrar Alger Annaba Batna Béjaïa Biskra Boufarik Chlef Constantine Ghardaïa Hassi Messaoud In Amenas Jijel Oran Sétif Tamanrasset Tébessa Tlemcen Béchar Bordj Mokhtar Djanet El Bayadh El Goléa El Oued Illizi In Salah Ghriss Ouargla Tiaret Timimoun Tindouf Touggourt |
| 100 km1:14 790 000 |

Carte statique des aéroports d'Algérie.Carte dynamique des aéroports d'Algérie.

## Infrastructures liées

### Pistes
L’aéroport dispose d'une piste d'une longueur de 3 000 m en béton bitumineux.

## Compagnies et destinations
| Compagnies  | Destinations             |
| ----------- | ------------------------ |
| Air Algérie | Adrar/Touat, Tamanrasset |

Édité le 07/02/2018  Actualisé le 31/07/2023